# 테크의 메리
테크의 메리(Mary of Teck, 1867년 5월 26일 ~ 1953년 3월 24일)는 영국의 군주인 조지 5세의 왕비이자 인도의 황후이다. 본명은 빅토리아 메리 어거스타 루이제 올가 폴린 클로딘 아그네스(Victoria Mary Augusta Louise Olga Pauline Claudine Agnes)이다. '메리'라는 이름과의 발음의 유사성과 더불어 5월에 태어났다는 뜻에서 메이(May)라는 애칭으로도 불렸다. 왕세손 클래런스와 에이번데일의 공작 앨버트 빅터(Prince Albert Victor, Duke of Clarence and Avondale)와 약혼했으나 클래런스와 에이번데일의 공작이 약혼 6주 만에 급성 폐렴으로 사망하자 시동생 요크 공작 조지 왕자(Prince George, Duke of York)와 결혼하여 요크 공작부인(Duchess of York)이 되었고, 조지가 조지 5세(George Ⅴ)로 즉위하자 왕비가 되었다. 지적이고 강인한 성격으로 남편 조지 5세를 잘 내조하여 1차 세계대전 등으로 상당수의 왕조들이 몰락하는 어려운 상황에도 불구하고 현대적 왕가로서의 영국 왕실의 기틀을 마련하였다는 평가를 얻고 있다. 열광적인 보석, 골동품 수집가로도 잘 알려져 있다.

## 생애

### 유년기
1867년 영국 런던의 켄싱턴 궁전에서 태어났다. 아버지는 프란츠 폰 테크 공작으로 본래 뷔르템베르크의 방계 왕족이긴하나 조부 알렉산더 파울 루트비히 콘스탄틴 폰 뷔르템베르크(Alexander Paul Ludwig Konstantin von Württemberg)가 르헤데이 라슬로 백작(gróf kisrédei Rhédey László)의 영애 르헤데이 클라우디아(Rhédey Klaudia)와의 귀천상혼으로 인해 왕자가 아닌 공작 명을 하사받았고 어머니는 케임브리지 공녀 메리 아델라이드로 빅토리아 여왕의 사촌여동생이다. 1867년 장녀 메리를 시작으로 여러 자녀를 얻었지만 재정 형편은 나아지지 않아 이들 일가족은 빚쟁이를 피해 전 유럽에 퍼져 있는 친척들의 집을 전전하는 어려운 나날을 보냈다. 그러나 이러한 어린 시절은 메리로 하여금 각종 유럽의 문화와 문물을 접하며 후일 수집가로서의 안목을 키우는데 큰 영향을 미쳤다. 특히 이탈리아의 피렌체에서 거주한 시간은 테크 가문으로서는 매우 어려운 시기였으나 메리에게는 다양한 미술관과 교회 등을 방문하며 이탈리아의 앞선 문화와 예술을 접하는 귀한 시간이기도 하였다.

### 결혼과 즉위

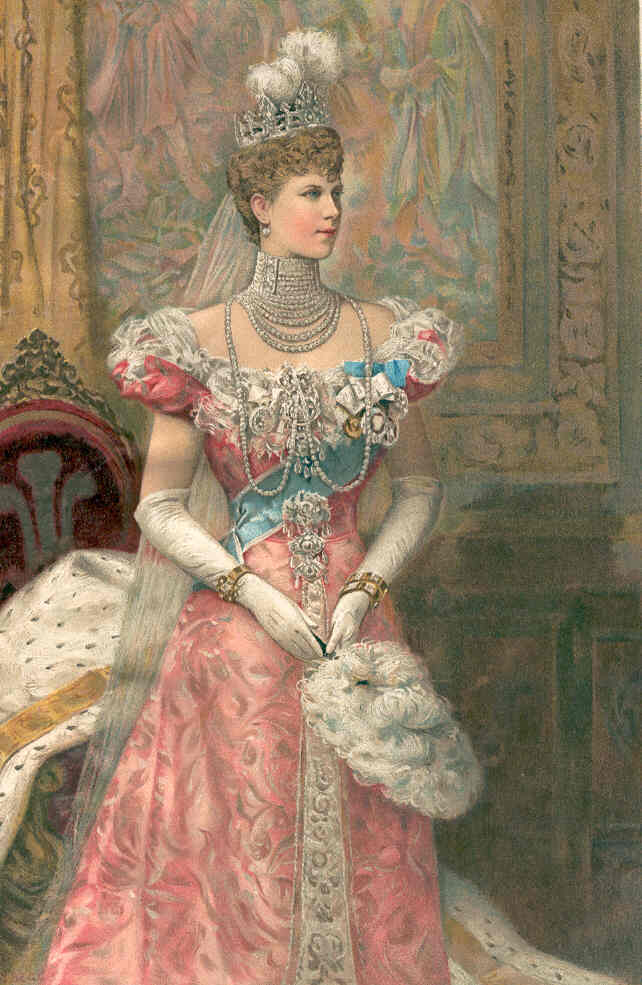
1902년 요크 공작 부인 메리

빅토리아 여왕의 배려로 1885년에야 영국에 돌아올 수 있었던 테크 가문은 리치먼드 파크(Richmond Park)에 위치한 화이트 로지(White Lodge)에 정착하여 다시 런던 생활을 시작하였다. 이때 빅토리아 여왕의 눈에 든 메리는 여왕의 낙점으로 1891년 24세때 왕세손 클래런스와 에이번데일의 공작과 약혼하였으나 6주 뒤 공작이 폐렴으로 사망하면서 혼사는 깨지고 말았다. 그러나 강인한 성격의 메리를 국왕의 배필감이라고 판단한 여왕은 실망하지 않고 1893년 그녀를 차손 요크 공작 조지와 결혼시켰다. 샌드링엄(Sandringham)에 정착한 요크 공 내외는 4남 1녀를 두었고, 비교적 원만한 생활을 영위해 나갔다. 꿋꿋한 성격이었던 메리는 그녀가 자기 지체에 비해 지나치게 거만하다고 생각했던 시누이들인 루이즈와 빅토리아 공주나 심신이 허약했던 시어머니 알렉산드라 왕비와는 사이가 냉랭했으나 빅토리아 여왕을 비롯해 시아버지인 에드워드 7세 등 왕족들에게 신뢰를 받았다. 빅토리아 여왕이 사망하고 에드워드 7세가 왕위에 오르자 1901년 메리는 남편과 함께 웨일즈 공과 공비(Prince and Princess of Wales)의 자리에 올랐고 1910년 에드워드 7세가 사망하자 왕비가 되었다.

### 왕비 시절

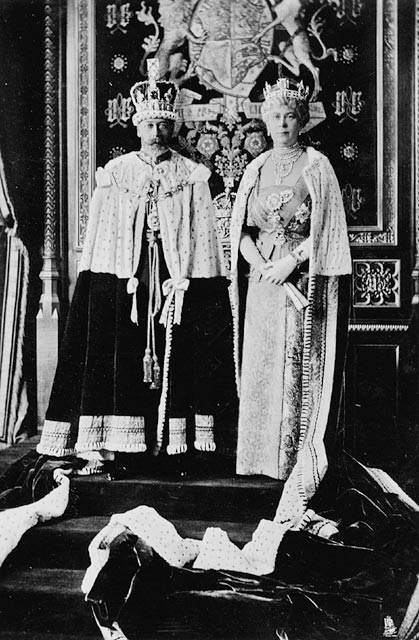
조지 5세와 메리

두 부부가 즉위한 지 얼마 지나지 않아 시작된 1차 세계 대전은 그들에게 하나의 악몽이었다. 특히 전 유럽에서 왕실의 존재 이유와 능력이 의문시되고 전쟁 책임 등이 지워지는 가운데 프로이센의 호엔촐레른 왕가, 로마노프 왕가, 바이에른의 비텔스바흐 왕가, 오스트리아의 합스부르크 왕가 등 많은 왕실들이 몰락하자 여기에 더하여 영국 국민들이 혐오해 마지않는 독일 출신이라는 약점까지 가지고 있던 영국 왕실은 한때 이들 몰락 왕실의 대열에 동참할 것처럼 보였다. 그러나 시대의 흐름을 적절하게 파악하고 있던 조지 5세의 결단에 의해 부계로인해 가지게 된 성이었던 작센-코부르크-고타(Saxe-Coburg-Gotha) 대신 영국적인 상징이라고 생각되었던 윈저(Windsor)가 새 왕조의 이름으로 채택되었고, 라디오 연설을 통해 전쟁의 고통을 겪고 있는 국민들을 독려하며 국민의 뜻에 반하는 외국 왕조와의 결혼 등은 지양하겠다는 등 국민을 의식한 왕실의 의지가 대대적으로 선전되어 왕실과 국민들의 결속이 공고해지자 영국 왕실은 국민들의 열광적인 지지 속에 탄탄한 반석 위에 올라서게 되었다. 메리 또한 이에 적극 동조하여 부계의 독일 혈통을 부정하는 대신 모계의 영국 혈통을 강조하고, 장남으로 태어나지 않은 탓에 방만한 교육 과정을 거친 데다가 타고난 성격 또한 국무를 수행하는 것보다는 사냥하는 것을 훨씬 좋아했던 남편의 국정 운영을 성실히 내조하였으며 군인들과 사상자들을 직접 만나 위로하는 등 왕비로서의 책무를 철저히 수행하였다.

### 왕대비 시절과 말년
조지 5세가 사망하고 장남 에드워드 8세가 왕위에 오르자 메리는 왕대비(Queen Mother)가 되었으나 왕실에 끼치는 영향력은 여전히 강력했다. 그러나 어머니보다는 왕비로서의 책무를 더 중요시여겼던 그녀는 까다로운 성격에 힘입어 왕족답지 않은 것, 왕실의 평판에 나쁜 영향을 끼친다고 생각되는 것에 대해서는 자녀들에게도 몹시 엄격했다. 특히 에드워드 8세가 미국인이자 이혼녀인 월리스 심프슨과의 결혼을 감행하려 하면서 전국적으로 반발이 들끓자 그의 퇴위에 상당한 영향력을 끼친 것은 유명하다. 그 외에도 차남인 요크 공작은 말더듬이었고, 삼남인 글로스터 공작은 동성애자란 소문이 자주 들렸으며 막내인 존 왕자는 뇌전증병으로 고통받는 등 자녀들과 관련된 스캔들이 끊이지 않고 이어졌으나 강경하게 대처하였다.

## 자녀
| -    | 사진 | 이름                                                             | 출생             | 사망            | 기타                                                                                                   |
| ---- | ---- | ---------------------------------------------------------------- | ---------------- | --------------- | --- |
| 장남 |      | 에드워드 8세 King Edward VIII                                    | 1894년 6월 23일  | 1972년 5월 28일 | - 11개월만에 자진 퇴위 - 퇴위 후 월리스 심프슨과 결혼 - 자녀 없음 - 나치 부역자                        |
| 차남 |      | 조지 6세 King George VI                                          | 1895년 12월 14일 | 1952년 2월 6일  | - 엘리자베스 보우스 라이언과 결혼 - 엘리자베스 2세의 아버지 - 영화 《킹스 스피치》의 주인공 - 슬하 2녀 |
| 장녀 |      | 프린세스 로열 메리 Mary, Princess Royal and Countess of Harewood | 1897년 4월 25일  | 1965년 3월 28일 | - 헤어우드 백작 헨리 래슬스와 결혼 - 1951년 리즈대학교 총장 역임 - 슬하 2남                            |
| 3남  |      | 글로스터 공작 헨리 Prince Henry, Duke of Gloucester              | 1900년 3월 31일  | 1974년 6월 10일 | - 글로스터 공작부인 앨리스와 결혼 - 샌드허스트 육군사관학교 출신 - 영국 육군, 공군원사 - 슬하 2남      |
| 4남  |      | 켄트 공작 조지 Prince George, Duke of Kent                       | 1902년 12월 20일 | 1942년 8월 25일 | - 그리스와 덴마크의 공주 마리나와 결혼 - 비행기 추락사고로 사망 - 슬하 2남 1녀                         |
| 5남  |      | 존 왕자 Prince John                                              | 1905년 7월 12일  | 1919년 1월 18일 | - 자폐증상과 간질 및 정신쇠약으로 요절 - 미혼                                                          |